# 231 v. Chr.
Portal Geschichte | Portal Biografien | Aktuelle Ereignisse | Jahreskalender | Tagesartikel

◄ |
4. Jahrhundert v. Chr. |
3. Jahrhundert v. Chr. |
2. Jahrhundert v. Chr. |
►

◄ | 250er v. Chr. | 240er v. Chr. | 230er v. Chr. | 220er v. Chr. |
210er v. Chr. |
►

◄◄ | ◄ | 234 v. Chr. | 233 v. Chr. | 232 v. Chr. | 231 v. Chr. |
230 v. Chr. |
229 v. Chr. |
228 v. Chr. |
► |
►►
Staatsoberhäupter

## Ereignisse
- Der illyrische König Agron macht mit der von ihm geförderten Piraterie das Adriatische Meer unsicher. Die Griechen auf der dalmatischen Insel Issa wenden sich daher an Rom um Hilfe. Demetrios II. von Makedonien schließt ein Bündnis mit Agron gegen den Aitolischen Bund, der von Agron besiegt wird. Bei der Siegesfeier soll Agron nach übermäßigem Weinkonsum gestorben sein; Nachfolger wird die Königin Teuta, die seine Seeräuberpolitik fortsetzt.
- Gaius Duilius wird zum Diktator der Römischen Republik bestimmt.

## Gestorben
- 231/230 v. Chr.: Agron, König von Illyrien